# Монтескено
Монтескѐно (на италиански: Montescheno; на пиемонтски: Montescheni, Монтескени, на местен диалект: Muntaschei, Мюнтаскей) е село и община в Северна Италия, провинция Вербано-Кузио-Осола, регион Пиемонт. Разположено е на 512 m надморска височина. Населението на общината е 437 души (към 2010 г.).